# Lajos Batthyány
O conde Lajos Batthyány de Németújvár (Pozsony, 10 de fevereiro de 1807 – 6 de outubro de 1849) foi um nobre húngaro, o primeiro a exercer o cargo de Primeiro-ministro da Hungria após ter rebentado a Revolução húngara de 1848. Ocupou o cargo de primeiro-ministro entre 17 de março de 1848 e 2 de outubro de 1848.

## Biografia
O conde Lajos nasceu numa família húngara dos condes Batthyány de Németújvár, prestigiada e influente. O seu pai foi o conde József Batthyány de Németújvár (1777–1812) e a sua mãe Borbála Skerlecz de Lomnicza (1779–1834). Os seus avós maternos eram Ferenc Skerlecz de Lomnicza (1731–1802), conselheiro imperial, foi ispano do condado de Békés e Rozália Kiss de Nemeskér (1739-1842).
Casou com a condessa Antónia Zichy de Zics e Vázsonkő (1816-1888) em 4 de dezembro de 1834 em Pressburg.

## O governo Batthyány
Batthyány foi membro da delegação que se dirigiu ao imperador Fernando I da Áustria para implorar que concedesse a autonomia amministrativa ao território húngaro. Em 17 de março de 1848 o imperador consentiu e Batthyány criou o peimeiro governo parlamentar da dieta húngara. Em 23 de março de 1848, como chefe de estado, Batthyány apresentou o seu novo governo.
A primeira tarefa do novo governo foi avançar a política promovida pela própria revolução. Naquela época, os assuntos internos e externos da Hungria também não eram estáveis, e Batthyány teve que lidar com muitos problemas. O seu primeiro e mais importante ato de governo foi organizar as forças armadas e os governos locais. Ele insistiu que o exército austríaco, quando estava na Hungria, estava sujeito à lei húngara, uma concessão efetivamente feita pelo império austríaco. Tentou repatriar as tropas da Hungria e fundou uma milícia local que tinha a tarefa de manter a segurança interna no estado. Em maio desse ano, começou a organizar o exército revolucionário húngaro e recrutou homens para esse serviço, além de servir o general húngaro Lázár Mészáros, que nomeou seu ministro da guerra.
Batthyány era um líder muito capaz, mas encontrou-se no centro dos confrontos entre a monarquia austríaca e os separatistas húngaros. Ele designava-se devoto constitucionalista monárquico e desejava manter a constituição nacional ativa, mas o imperador parecia cada vez menos satisfeito com o seu trabalho para a nação. Em 29 de agosto de 1848, com o consentimento do parlamento, foi com Ferenc Deák até Fernando I para pedir ao soberano que ordenasse aos sérvios que capitulassem e parasem em Jelačić, quando estavam prestes a atacar a Hungria. Ao mesmo tempo, Batthyány ofereceu a Jelačić a separação pacífica da Croácia com a Hungria. Os esforços de Batthyány revelaram-se ineficazes, ainda que o mesmo imperador tenha levado Jelačić a cumprir os seus deveres, uma vez que este continuou a sua invasão da Hungria atravessando a fronteira em 11 de setembro de 1848.
Após esses acontecimentos, Batthyány e o seu governo renunciaram, com exceção de Kossuth, Szemere e Mészáros. Então, a pedido do arquiduque Estêvão de Habsburgo-Lorena, Palatino da Hungria, Batthyány tornou-se novamente primeiro-ministro. Em 13 de setembro, Batthyány anunciou uma rebelião e pediu ao Palatino para o dirigir, mas este, por ordem do Imperador, recusou e deixou a Hungria.
O imperador recusou-se a reconhecer o novo governo formado em 25 de setembro, invalidando a liderança de Batthyány e nomeou em seu lugar o conde austríaco Franz Philipp von Lamberg como líder do exército húngaro. Os rebeldes, no entanto, conseguiram matar von Lamberd em Pest em 28 de setembro de 1848. Entretanto Batthyány tinha voltado a Viena para procurar um compromisso com o imperador.
Batthyány conseguiu os seus esforços para a organização do exército revolucionário húngaro: o novo exército derrotou os croatas no dia 29 de setembro na Batalha de Pákozd. Porém, Batthyány percebeu que não conseguiu chegar a um acordo com o imperador e, por essa razão, no dia 2 de outubro renunciou e nomeou Miklós Vay como seu sucessor. Ao mesmo tempo, Batthyány renunciou ao seu assento no parlamento.

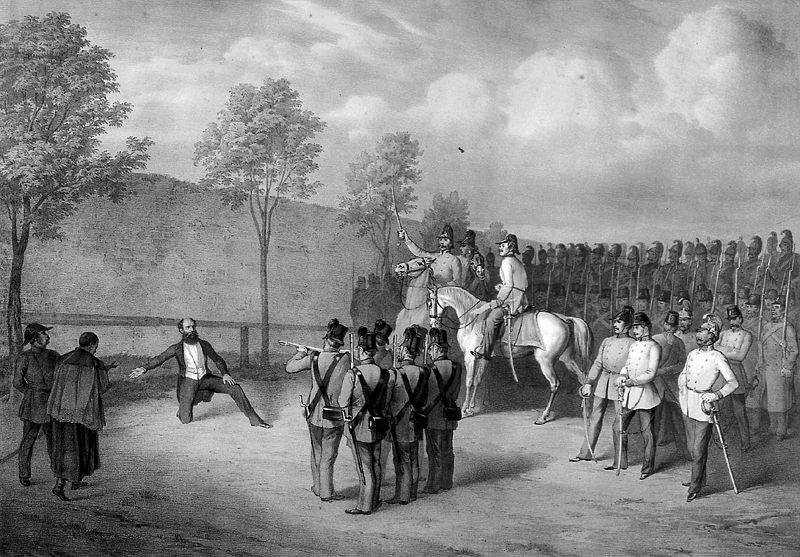
A execução de Batthyány

Após fracassada a guerra independentista contra os austríacos, o conde Batthyány foi aprisionado. Foi executado em 1849, no mesmo dia que os treze Mártires de Arad. Hoje é considerado um herói nacional da Hungria.